# Ansichten des Romans
Ansichten des Romans (engl. Aspects of the Novel) ist das Skript der sogenannten Clark Lectures, die E. M. Forster im Sommer 1927 in Cambridge gehalten hat und die in jenem Jahr erschienen sind. Forster untersucht in diesen neun Vorlesungen an vielen Beispielen aus der englischen, amerikanischen, französischen und russischen Literatur Aspekte der Erzählung. Er ist nicht an einer systematischen Übersicht der technisch-rhetorischen Werkzeuge interessiert, sondern diskutiert als erfahrener Autor, wie es gelingen kann, Leser zu fesseln. Der Titel „Aspects ...“ sei genügend „unwissenschaftlich und vage“, um sowohl die Blickpunkte des Autors wie die des Lesers mit einem „Höchstmaß an Freiheit“ diskutieren zu können.
Forster diskutiert die Qualität des Schreibens, die richtige Handhabung jener zunächst als banale Elemente erscheinenden „Aspekte“, die die Aufmerksamkeit des Lesers gewinnen müsse: So soll die Ereigniskette fesseln, die Charaktere sollen durch Brüche überraschen, die Motive der Fabel müssen Leser mit einem „detektivischen Element“ zu Fragen aktivieren. Den Realismus der Beschreibung ergänzend könnten „Lichtstrahlen“ der Phantasie (beispielsweise sprechende Gegenstände) und Prophetie (Einblendung einer ethischen Dimension), die die Ereignisketten und Gegenstände neu beleuchten und auch der Rhythmus der Wiederholung von Motiven die Erzählung beleben.

## Vorbemerkung und Einführung
Als erstes befreit sich Forster daher in seiner umfangreichen Einführung argumentativ von den Begrenzungen im Vermächtnis von William George Clark, dem Shakespeare-Forscher und Stifter der jährlichen Clark Lectures in Cambridge. Clark hatte sich Vorlesungszyklen über „eine Periode oder Perioden der englischen Literatur nach Chaucer“ gewünscht, Forster aber überwindet diese engen Vorgaben der Clark Lectures und hält seine Forster-Lectures zu dem, was ihn – und heutige Leser – mehr interessiert. Anders als beispielsweise die systematische Behandlung literarischer Werkzeugkästen bei Eberhard Lämmert oder Franz K. Stanzel interessiert Forster allein die Qualität guten Erzählens und nicht die Vollständigkeit einer methodischen Übersicht.
Forster versteht die „Abscheu der Dichter“ vor der „amorphen Masse“ des Romans, einem „schwammigen Gebiet“, unter dem er eine „Prosaerzählung von einer gewissen Länge“, von wenigstens 50.000 Worten versteht, von mindestens etwa 100 Seiten. Da der englische Roman „nicht so überragend“ sei und sowohl die chronologische als auch die thematische Ordnung nur Pseudowissenschaft hervorbringe, was er durch literarische Paare zu gleichen Themen aus verschiedenen Epochen zu zeigen versucht, wolle er anders vorgehen. Diese „Nachbarschaften“ beweisen Forster die Unabhängigkeit der Schriftsteller von den Geschichtsepochen und die Notwendigkeit, sie „jenseits der Zeit zu sehen“. Um Autoren „über die Schulter“ zu sehen, dürfe man nicht „um die Bücher herumgehen“, sondern man müsse sie lesen, „der einzige Weg zu sehen, was drinsteht.“

## Geschichte
„Der Grundaspekt des Romans ist, dass eine Geschichte erzählt wird.“ Nur durch die Geschichte werde die Neugier des Lesers, seine Aufmerksamkeit geweckt und erhalten: „Wir wollen wissen, wie es weitergeht.“ Die Geschichte sei eigentlich nur der „primitive[n] Grundaspekt des Romans“, aber die „Erzählung zeitlich aufeinander folgender Begebenheiten“ sei das Rückgrat aller Erzählung. „Im Roman [...] tickt ständig eine Uhr“, die Grundlage „ist das Erzählen von Begebenheiten in zeitlicher Folge.“ Der wichtige Versuch Gertrude Steins, sich „von der Tyrannei der Zeit zu befreien“ und nur über Wertmomente, das subjektive Erleben, zu schreiben, sei gescheitert, weil a) dann nichts mehr darstellbar sei und b) konsequenterweise auch andere Ordnungen aufgelöst werden müssten, wie die der Sätze und die der Buchstaben.

## Menschen
Durch die Schaffung von handelnden Personen wende sich der Autor mit „Wertakzenten“, dem inneren Erleben, an unsere Intelligenz und Einbildungskraft, wobei er von seinen eigenen Erfahrungen und der Affinität zu seinen Gestalten bestimmt werde. Die „Wesensseiten des Menschen auszudrücken ist eine der Hauptaufgaben des Romans“, sodass wir über den „homo fictus“ mehr erfahren, als über unseresgleichen.
Durch die Erfindung ihres Innenlebens seien die Charaktere nicht mehr „historisch“, nicht mehr „real“, zwar vom wirklichen Leben inspiriert, aber nicht mit ihm identisch. Denn gerade „im täglichen Leben verstehen wir einander nie. [...] Wir können einander nicht verstehen, es sei denn in groben Umrissen und höchst flüchtig. [...] In dieser Hinsicht ist die erzählende Kunst wahrhaftiger als die Historie, weil sie über das Sichtbare hinausgeht.“ Gestalten im Roman erscheinen aber nur real, wenn sie überzeugen. Sie spenden uns Trost und „geben uns die Illusion von Scharfblick und Macht.“

## Menschen. Fortsetzung
Durch die Interaktion von Personen würden Romane kompliziert und Autoren könnten diese Schwierigkeiten durch die Auswahl unterschiedlichen Arten sowohl von Charakteren als auch von Standorten des Erzählers zu lösen versuchen.
Bei ihren Charakteren müssten Autoren wenigstens die „fünf Grundtatsachen“ des menschlichen Lebens gestalten: Geburt, Nahrung, Schlaf, Liebe, Tod. Aber selbst dann noch könnten sie „flache Charaktere“ schaffen, die mit einem Satz, einer Formel, einem Prinzip oder einer Funktion zu umreißen seien. Falls ohne viel Eigenleben und nur mit „zwei oder drei Eigentümlichkeiten“, seien sie für den Autor bequem und auch der Leser könne sich sofort wieder an sie erinnern. Die „runden Charaktere“ dagegen seien zwar „auch nach einem Schema gemacht“, aber würden durch die Szenen, die sie durchlaufen, verändert oder erweitert und wiesen danach Brüche auf. Ihr Charakter-Schema, ihre Formel, werde dadurch wenigstens zeitweilig aufgehoben: „Das Kennzeichen für einen runden Charakter ist, ob er uns in überzeugender Weise zu überraschen vermag. Überrascht er uns nie, ist er flach. Überzeugt er nicht, ist er flach und gibt nur vor, rund zu sein.“ Er lehne zwar die Kommentare von Autoren über ihre Figuren ab, da sie auf Kosten der Illusion und Diskretion gingen, nicht aber philosophische Kommentare, die „den Leser über den Verlauf der Welt ins Vertrauen [...] ziehen“ und sich „verallgemeinernd über die Bedingungen des Lebens auszusprechen.“
Die Wahl des „Standorts des Erzählers“ sei der zweite Kunstgriff eines Autors: er könne als parteiischer oder unparteiischer und allwissender Zuschauer von außen beschreiben, sich in eine der Gestalten versetzen und sich über die anderen unwissend stellen. Hier seien Übergänge möglich und sogar ein Standortwechsel. Er halte die „rechte Mischung der Charaktere“ aber für wichtiger als diese „technische Problematik“, die von Kritikern zur Abgrenzung vom Drama als die besondere Methode des Romans geschätzt werde.

## Fabel
Unter Fabeln versteht Forster „Ketten von Ursache und Wirkung.“ Während die Geschichte das Erzählen in zeitlicher Folge ist, lege die Fabel den Akzent auf den Kausalzusammenhang. In einer Geschichte fragen wir „und dann?“, in der Fabel aber „warum?“: „´Der König starb, und dann starb die Königin´ ist eine einfache Geschichte. ´Der König starb, und dann starb die Königin aus Kummer´ ist eine Fabel.“ „Wenn wir eine Fabel begreifen wollen, müssen wir Intellekt und Gedächtnis zu Hilfe nehmen.“ Der Intellekt ist gefordert, weil die Motive wegen der Rückwirkung der Geschehnisse auf die Charaktere und damit auch auf die Fabeln sich verändern – in Fabeln sei ein „Element von Überraschung oder Rätselhaftigkeit“, ein „detektivisches Element“ enthalten. Das Gedächtnis sei gefordert, weil – natürlich ohne Irreführungen oder lose Enden – die Ursachen absichtlich nicht immer sofort offengelegt würden.
Forster reflektiert auch über Schwächen von Fabeln: So kritisiert er eine verzögerte Offenbarung auf Kosten des bisherigen Charakters, eine Unterordnung der dann nicht mehr überzeugenden Charaktere unter Kausalzusammenhänge der Fabel, das Schwächeln vieler Romane zur Abrundung einer Fabel mit Tod oder Heirat oder den Versuch, einen Roman ohne Fabel zu schreiben wie André Gide mit Les Faux-Monnayeurs (Die Falschmünzer): bewusst kein Thema, kein vorgefasster Plan, keine Auswahl oder Gestaltung des Materials, „die Realität führt die Feder“, die Lebenswahrheit triumphiere über die Kunstwahrheit.

## Phantasie
Im Universum eines Romans gebe es mehr Dinge als Zeit, Menschen, Logik oder Schicksal, nämlich einen Aspekt, der all das „wie ein Lichtstrahl durchschneidet“ und aufhellt, eine „fantastisch-prophetische Achse.“ „Der Grundton in Romanen ist so nüchtern und sachlich, dass das Phantastische, wenn es auftritt, eine besondere Wirkung hervorruft, [...] wie eine Sonderschau in einer Ausstellung“, denn Verwirrung sei „beim Phantastischen grundlegend.“ Als Beispiele der Ergänzung des realistischen Schreibens nennt Forster eine kleine Zahl fantastischer Erfindungen: lebendige Möbel, wispernde Sträucher, Hexen und Zauberei sowie Parodien bekannter Mythen.

## Prophetie
Neben der Phantasie sei die Prophetie eine zweite Möglichkeit des Autors, die Erzählung um eine zusätzliche Dimension zu erweitern. Unter „Prophetie“ versteht Forster keine religiöse oder weltanschauliche „Prophezeiung von Zukünftigem“, sondern die Einblendung einer ethischen Dimension, ein „Inbegriffensein“ einer Welt jenseits der Handlung, eine „Sphäre, in der die übrige Menschheit sich mit ihm [dem Charakter] vereinen kann.“ Anders als die Phantasie blicke die Prophetie „unverwandt auf die All-Einheit“, auf den Universalismus der Werte und Interessen, und verleihe der Handlung einen „lebhafteren Glanz“ wie mit einem Lichtstrahl. Diese „prophetische Epik“, die Ausdehnung einer Erzählung „ins Allgemeine“, verlange vom Autor und Leser einen besonderen Ernst der Haltung, Demut und Ablegen des Humors.

## Modell und Rhythmus
Das „Modell“, die Strukturform eines Romans, entspringe wesentlich aus der Fabel, der Entwicklung ihrer Motive. Forster nennt als Beispiele die Form einer „Sanduhr“ (Figuren bewegen sich gegeneinander über Kreuz und tauschen ihre Plätze) und die eines „großen Reigens“ (Partner trennen sich und kommen am Ende wieder zusammen). Ein Modell „wendet sich [...] an unseren ästhetischen Sinn und stellt uns das Buch als Ganzes vor Augen.“ Eindeutige Strukturformen unterstützen das Verständnis des Lesers.
Unter „Rhythmus“ versteht Forster die „Wiederholung plus Abwandlung“ eines Elements oder Motivs: „Die kleine [musikalische] Phrase geht wieder und wieder durch das Buch, nur als Echo, als Reminiszenz. [...] Überraschend für ihn und den Leser kehrt die kleine Phrase aus der Sonate wieder [...] Und das eben scheint mir die Funktion des Rhythmus in der Erzählung zu sein: nicht immer da zu sein, wie ein Modell, sondern uns durch ihr reizvolles Zunehmen und Hinschwinden zu überraschen, zu beleben und mit Hoffnung zu erfüllen.“ Auch Forsters Rhythmus unterstützt den Leser durch eine schon an der Oberfläche greifbare Textur der Motive.

## Rezeption
Hanns-Josef Ortheil lobt die durch viele Beispiele nachvollziehbare Darstellung Forsters, der die „Besonderheiten [...] einem interessierten, aber nicht übermäßig vorinformierten Leser-Publikum näher bringen wollte.“ Forster habe versucht, „seinen Zuhörer/innen und Zuhörern eine Vorstellung davon zu geben, mit welch typischen Erzählproblemen Romanautoren zu tun haben, wenn sie an einem Roman arbeiten.“ Er habe zeigen können, „was Romanautorinnen und Romanautoren nun alles tun und in Bewegung setzen müssen, um eine Erzählung »von einer gewissen Länge« zu schreiben und ihre Leser zu fesseln.“
Kindlers neues Literatur-Lexikon hält die Aspekts of the Novel für „eine der zentralen Studien zur Romanästhetik“, obgleich die „einsichtsvollen Analysen“ streckenweise amateurhaft und von geringem Abstraktionsniveau erscheinen. Forster breche zwar „eine Lanze für das altmodisch anmutende panoramatische Erzählen mit wechselnden Perspektiven“, aber unter Berücksichtigung der Umstände von 1927 müssen die Aspekts of the Novel „auch heute noch als Meilenstein auf dem Weg zu einer differenzierten Romankritik angesehen werden.“

## Ausgaben
- E. M. Forster: Aspects of the Novel, London: Edward Arnold & Co. 1927
- E. M. Forster: Ansichten des Romans. Übersetzt von Walter Schürenberg, 1. Auflage Frankfurt: Suhrkamp 1962 (ohne ISBN)